# تومي كوان
تومي كوان (بالإنجليزية: Tommy Cowan)‏ هو ملحن ومنتج أسطوانات جامايكي، ولد في 6 مارس 1946 في أبرشية سانت إليزابيث ‏ في جامايكا.

## وصلات خارجية
- تومي كوان على موقع ميوزك برينز (الإنجليزية)
- تومي كوان على موقع ديسكوغز (الإنجليزية)